# Šardžá (emirát)
Šardžá (arabsky الشارقة‎) je třetí největší emirát Spojených arabských emirátů a zároveň jeden ze šesti zakládajících členů této federace. Emirát má rozlohu 2600 km² a v roce 2008 měl 800 000 obyvatel. Jako jediný leží jak na pobřeží Perského zálivu, tak i na pobřeží Ománského zálivu. Metropolí emirátu je město Šardžá.

## Geografie
Emirát se skládá z několika oddělených částí:
- větší západní, převážně pouštní část, ležící při pobřeží Perského zálivu, v níž se nachází i jeho metropole
- tři exklávy ležících mezi horami na východě a vodami Ománského zálivu:
  - Dibba Al-Hisn
  - Kalba
  - Chór Fakkán
- exkláva obklopená územím Ománu:
  - Nahwa

## Správní členění
Emirát se v současnosti člení na 9 obcí :
- Šardžá
- Al Bataeh
- Dhaid
- Al Hamrija
- Al Madam
- Dibba Al-Hisn, městská exkláva u Ománského zálivu, součást města Dibba[3]
- Kalba
- Chór Fakkán (Khor Fakkan), doslova „záliv Dvou čelistí“[3]
- Maliha

## Obyvatelstvo
Vývoj počtu obyvatel a hustoty zalidnění zachycuje tabulka:
| rok  | způsob  | počet obyvatel | hustota zalidnění |
| ---- | ------- | -------------- | ----------------- |
| 1980 | sčítání | 159 317        | 61,5              |
| 1985 | sčítání | 228 317        | 88,1              |
| 1995 | sčítání | 402 792        | 155,5             |
| 2005 | sčítání | 793 573        | 306,4             |
| 2010 | odhad   | 1 050 000      | 405,5             |

## Historický přehled
Město Šardžá patřilo k nejbohatším městům v oblasti s osídlením trvajícím přes 5000 let. Začátkem 18. století ovládl město kmen Al Qasimi a roku 1727 zde vyhlásil nezávislý stát. 8. ledna 1820 podepsal jeho emír, šejch Sultan Bin Saqr Al Qasimi, jakož i představitelé dalších států v oblasti Perského zálivu, s Brity Generální mírovou smlouvu (General Maritime Treaty), jíž se zřekli provozování pirátství a obchodu s otroky. Roku 1853 pak následovala smlouva o věčném míru (Perpetual Maritime Truce), jíž přijal britský protektorát a byl pak spravován v rámci Britské Indie. Roku 1892 pak následovala další protektorátní smlouva, čímž se emirát Šardžá stal jedním ze států tzv. Smluvního Ománu. K emirátu Šardžá původně patřil celý severovýchod dnešních Spojených arabských emirátů, ale v průběhu 19. a 20. století došlo k oddělení některých jeho východních částí, přičemž některé z nich vládci emirátu Šardžá později opětovně připojili ke svému území. Tak došlo roku 1866 k osamostatnění emirátu Rás al-Chajma (v letech 1900-1921 ho však emirát Šardžá opět ovládal) a roku 1901 k osamostatnění emirátu Fudžajra. V případě k emirátu později trvale znovupřipojených částí se jednalo o následující státy: Dibba (emirát v letech 1871-1951), Al-Hamrija (emirát v letech 1875-1922), Hira (emirát v letech 1915-1942), Kalba (emirát v letech 1903-1952). Roku 1971 se pak stal emirát Šardžá jedním ze zakládajících států Spojených arabských emirátů.

## Poštovní známky
Od roku 1963 vydával emirát poštovní známky označené "Sharjah" případně "Sharjah & dependencies". Přes nevyjasněnou poštovní funkci některých emisí odborníci tyto známky do katalogů zařadili. Celkové množství vydaných známek je přibližně 1000, přičemž se jednalo o typické obchodně filatelistické emise a až jedna třetina známek byla leteckých. Emise byly zoubkované i nezoubkované a často s nízkými náklady. Spolehlivé údaje o produkci chybí, což je odrazem vydávání známek prostřednictvím agentur. Známky vycházely do roku 1973. Pro přístav Chór Fakkán vycházely mezi lety 1965 a 1969 vlastní známky.